# Cofradía del Santísimo Cristo de la Coronación de Espinas (Albacete)
La Cofradía del Santísimo Cristo de la Coronación de Espinas es una cofradía de la Semana Santa de Albacete (España).
Tiene su sede canónica en la Iglesia de El Buen Pastor. Fue fundada en 2013. Cuenta con dos imágenes: La Coronación de Espinas (2018) y La Sagrada Lanzada (2018)
Procesiona en Sábado de Pasión, Lunes Santo (procesión infantil), Miércoles Santo, Viernes Santo y Domingo de Resurrección (El Resucitado). Su hábito está compuesto por cortaviento blanco y túnica caldero.

## Enlaces de interés
- Wikimedia Commons alberga una categoría multimedia sobre Cofradía del Santísimo Cristo de la Coronación de Espinas.

- Datos: Q43260731